# Leopoldsdorf im Marchfeld
Leopoldsdorf im Marchfeld – gmina targowa w Austrii, w kraju związkowym Dolna Austria, w powiecie Gänserndorf. Liczy 2 610 mieszkańców (1 stycznia 2014).